# Canonichesse regolari lateranensi
Le canonichesse regolari lateranensi sono religiose di voti solenni dedite alla vita contemplativa appartenenti all'ordine dei Canonici regolari della Congregazione del Santissimo Salvatore lateranense: seguono la regola di Sant'Agostino.

## Storia
Le origini delle canonichesse regolari lateranensi, come d'altronde quelle dei religiosi del ramo maschile dell'ordine, sono abbastanza confuse: qualcuno ne fa risalire l'istituzione al pontificato di Gelasio I (492-496), ma più probabilmente ebbero origine dalle grandi riforme dell'istituto canonicale attuate nell'XI secolo, soprattutto ad opera dei papi Gregorio VII e Alessandro II. 
Fu in questo periodo che ai canonici si affiancarono le comunità di canonichesse, che ne adottavano la stessa regola e lo stesso abito (tonaca di lana bianca e rocchetto di lino, con un velo nero sul capo).
Tra le canonichesse lateranensi più illustri meritano di essere ricordate la beata Battistina Vernazza (1497-1587), discepola di santa Caterina da Genova e mistica, e santa Caterina Tomás (1531-1574), di Maiorca.

## Carisma e diffusione
Le canonichesse regolari lateranensi costituiscono un ordine monastico claustrale e sono dedite a vita di meditazione e preghiera: condividono il carisma dei canonici lateranensi.
Sono organizzate in monasteri autonomi retti da una badessa; le loro case sono aggregate in due federazioni: a quella italiana appartengono i monasteri di Roma, Caldarola, Rivoli, Spoleto e Tagbilaran (Filippine), mentre alla federazione spagnola quelli di Palma di Maiorca, Alicante, Artziniega, Astigarraga, Burgos, Hernani, Ibiza, Palencia, Sóller e Valencia.
Sono circa 150.